# Freddy Cannon
Frederick Anthony Picariello, Jr. (4 de diciembre de 1940), más conocido por su nombre artístico Freddy Cannon', es un cantante de rock and roll estadounidense, cuyos mayores éxitos internacionales son "Tallahassee Lassie", "Way Down Yonder in New Orleans" y "Palisades Park".

## Primeros años
Freddy Picariello nació en Revere, Massachusetts, y se trasladó a la ciudad vecina de Lynn cuando era niño. Su padre trabajaba como camionero y también tocaba la trompeta y cantaba en bandas locales. Freddy creció escuchando en la radio la música de rhythm and blues de Big Joe Turner, Buddy Johnson y otros, y aprendió a tocar la guitarra.
Después de asistir al Lynn Vocation High School, debutó como cantante en 1958, cantando y tocando la guitarra rítmica en un sencillo, "Cha-Cha-Do" de los Spindrifts, que se convirtió en un éxito local. También había tocado la guitarra principal en una sesión para un grupo vocal de R&B, los G-Clefs, cuyo disco "Ka-Ding Dong" alcanzó el número 24 en el Billboard Hot 100 en 1956. Muy joven, se alistó en la Guardia Nacional, aceptó un trabajo de conductor de camiones, se casó y fue padre.

## Carrera
Inspirado musicalmente por Chuck Berry, Bo Diddley y Little Richard, formó su propio grupo, Freddy Karmon & the Hurricanes, que se hizo cada vez más popular en la zona de Boston, y comenzó a desarrollar un estilo de canto tenso característico. También se convirtió en un habitual de un programa de baile de la televisión local, Boston Ballroom, y, en 1958, firmó un contrato de gestión con el disc-jockey de Boston Jack McDermott.
Con una letra escrita por su madre, preparó una nueva canción a la que llamó "Rock and Roll Baby", y produjo una maqueta que McDermott llevó al equipo de composición y producción de Bob Crewe y Frank Slay. Estos reorganizaron la canción, reescribieron la letra y se ofrecieron a producir una grabación a cambio de dos tercios de los créditos de composición.  
La primera grabación de la canción, ahora titulada "Tallahassee Lassie", con un solo de guitarra del músico de sesión Kenny Paulson, fue rechazada por varias compañías discográficas, pero luego fue escuchada por el presentador de televisión Dick Clark, que era copropietario de Swan Records en Filadelfia. Clark sugirió que la canción se reeditara y se sobregrabara para añadirle emoción, resaltando el sonido del bombo y añadiendo palmas y los gritos de Freddy de "¡whoo!", que más tarde se convertirían en una de sus marcas registradas.
El sencillo fue finalmente publicado por Swan Records, y el presidente de la compañía, Bernie Binnick, sugirió el nuevo nombre artístico de Freddy, "Freddy Cannon". Tras promocionarse y tener éxito en Boston y Filadelfia, el sencillo fue recibiendo gradualmente difusión a nivel nacional. En 1959, alcanzó el número 6 en el Billboard Hot 100, convirtiéndose en la primera de sus 22 canciones en aparecer en la lista de Billboard, y también alcanzó el número 13 en la R&B singles chart. En el Reino Unido, donde sus primeros discos se editaron con el sello Top Rank, alcanzó el número 17. "Tallahassee Lassie" vendió más de un millón de copias y recibió un disco de oro de la RIAA.
Permaneció en el sello Swan con el productor Frank Slay durante los cinco años siguientes y llegó a ser conocido como Freddy "Boom Boom" Cannon por la potencia de sus grabaciones. Dick Clark le dio publicidad a nivel nacional gracias a sus numerosas apariciones en su programa de televisión, American Bandstand, con un récord de 110 apariciones en total. En palabras del escritor Cub Koda:
"Freddy Cannon era un verdadero creyente, un rockero hasta los huesos. Freddy Cannon hacía discos de rock & roll; grandes y ruidosos discos de rock & roll, y todos ellos estaban impregnados de un gigantesco ritmo de batería que era una invitación automática a sacudirlo en cualquier lugar donde hubiera un sitio para bailar".
Su segundo sencillo, "Okefenokee" (acreditado a Freddie Cannon, al igual que varios de sus otros discos), sólo alcanzó el número 43 en las listas, pero el siguiente disco, "Way Down Yonder In New Orleans", una versión rockera de una canción de 1922, se convirtió en disco de oro y alcanzó el número 3 en las listas de pop tanto en Estados Unidos como en el Reino Unido, donde fue el mayor de sus éxitos. También vendió más de un millón de copias. Cannon realizó una gira por Gran Bretaña y, en marzo de 1960, su álbum The Explosive Freddy Cannon se convirtió en el primer disco de un cantante de rock and roll en encabezar la Official Albums Chart.
Durante los dos años siguientes, hasta principios de 1962, siguió cosechando éxitos menores en las listas de éxitos de EE. UU., en algunos casos con versiones de viejos estándares como "Chattanoogie Shoe Shine Boy" y "Muskrat Ramble" de Edward "Kid" Ory. Entre sus éxitos también se encuentra "Twistin' All Night Long", grabada con Danny and the Juniors y en la que también participaron Frankie Valli and The Four Seasons como coristas.
Sin embargo, uno de sus mayores éxitos llegó en mayo de 1962 con "Palisades Park", escrita por el futuro presentador del Gong Show de televisión Chuck Barris. Producida por Slay con efectos de sonido de montaña rusa sobregrabados, alcanzó el n.º 3 en el Hot 100, el nº 15 en la lista de R&B y el n.º 20 en el Reino Unido. Este lanzamiento también vendió más de un millón de copias, obteniendo el estatus de disco de oro.
Cannon también apareció con Bobby Vee, Johnny Tillotson y otros, en la película Just for Fun, realizada en el Reino Unido en 1962. Aunque su popularidad en Estados Unidos se desvaneció, siguió siendo un acto popular de gira en Reino Unido y en otras partes del mundo durante algunos años. En 1963, firmó con Warner Bros. Records, donde grabó sus dos últimos éxitos en los Estados Unidos, "Abigail Beecher" (n.º 16) en 1964 y, al año siguiente, "Action" (n.º 13), del programa de televisión de Dick Clark Where the Action Is, que grabó con los mejores músicos de sesión de Los Ángeles, como Leon Russell, James Burton, Glen Campbell y David Gates.
"Action" consiguió un cuarto disco de oro para Cannon. También en 1965, Slay adquirió las grabaciones de Swan de Cannon y las vendió a Warner Bros. Apareció, junto con los Beau Brummels, en Village of the Giants, una película para adolescentes con las primeras apariciones en el cine de Beau Bridges y Ron Howard, y se interpretó a sí mismo, interpretando una de sus canciones, en el episodio final de la telenovela para adolescentes Never Too Young, el 24 de junio de 1966. Tras dejar Warner Bros. Records en 1967, Cannon publicó sencillos en varios sellos, como Sire, Royal American, Metromedia, MCA, Andee, Claridge, Horn y Amherst.
En la década de 1970 grabó y se convirtió en promotor de Buddah Records, pero regresó a los puestos más bajos de las listas en 1981 con "Let's Put the Fun Back in Rock'n'Roll", que grabó con los Belmonts para MiaSound Records y en 1982 apareció en la película independiente The Junkman. A partir de entonces, siguió trabajando con Dick Clark en sus conciertos de reunión de Bandstand y realizando giras por todo el mundo. En 2002, publicó un álbum de canciones de temporada, Have A Boom Boom Christmas!.

## Vida personal
Residente en Tarzana (California), Cannon sigue actuando en diversos lugares de concierto. Tiene el control total y la propiedad de sus masters de Swan y Warner Bros.
Un notable admirador de Cannon era el difunto cantante de The Box Tops y Big Star, Alex Chilton; se dice que Chilton tenía un retrato de Cannon colgado en la pared de su casa de Nueva Orleans y que una vez hizo el siguiente comentario sobre Cannon a un amigo: "Los espectáculos de Freddy Cannon siempre funcionaban, porque se movía por la vida con facilidad".